# Vacanze (album Rosanna Fratello)
Vacanze è un album inciso da Rosanna Fratello, pubblicato dall'etichetta Ariston nel 1976.

## Tracce
1. Vacanze
2. Il bimbo
3. Io mi difendevo
4. Il mio primo rossetto (U. Napolitano)
5. Povera cocca (L. Rossi)
6. Ti voglio mio
7. La strada di casa
8. Troppo buona
9. Amore bianco
10. Pazza io (L. Rossi)